# Genova (film)
Genova is een Brits-Italiaanse dramafilm uit 2008 onder regie van Michael Winterbottom. Hij won hiervoor zowel op het San Sebastián International Film Festival 2008 als het Tallinn Black Nights Film Festival 2008 de prijs voor beste regisseur.

## Verhaal
Terwijl Marianne (Hope Davis) de auto bestuurt op een drukke weg, doen tienerdochter Kelly (Willa Holland) en haar kleine zusje Mary (Perla Haney-Jardine) op de achterbank een spelletje. Er razen auto's in tegengestelde richting langs en Kelly vertelt iedere keer correct welke kleur die hebben, terwijl ze haar handen voor haar ogen heeft. Mary snapt niet hoe ze dat doet. In haar enthousiasme slaat ze haar handen voor de ogen van haar moeder om die ook mee te laten doen. Daardoor is die opeens verblind en ontstaat er een ongeluk. Haar dochters komen er met lichte verwondingen vanaf, maar Marianne overlijdt.
Vader Joe (Colin Firth) is van het één op het andere moment zijn vrouw en moeder van zijn kinderen kwijt. Wanneer hij vijf maanden later aangeboden krijgt om een jaar les te komen geven op de Universiteit van Genua, komt dat voor hem daarom als een ideale kans om zijn omgeving achter hem te laten. Hij heeft het aanbod te danken aan Barbara (Catherine Keener), een voormalige studiegenoot van Harvard die tegenwoordig lesgeeft op de Universiteit van Genua. Wanneer Joe met zijn dochters aankomt in Italië, heeft zij voor huisvesting gezorgd en maakte ze de drie wegwijs in de stad. Kelly en Mary kunnen overdag terecht bij een vrouw die ze pianoles heeft en helpt wat Italiaans te leren.
Zo goed en zo kwaad als het kan, proberen de drie door te gaan met hun levens. Mary wordt alleen nog geregeld midden in de nacht huilend en schreeuwend om haar moeder wakker, waarna Joe bij haar in bed kruipt om haar te troosten. Kelly begint op dat moment aan een fase in haar leven waarin ze naar jongens begint te kijken en haar eigen seksualiteit gaat ontdekken. Zij grijpt steeds vaker mogelijkheden aan om haar eigen plan te trekken, weg van haar familie. Ze rommelt in die tijd wat met de Italiaanse Lorenzo (Alessandro Giuggioli), begint te drinken en te blowen. Wanneer ze 's avonds van huis gaat, komt ze steevast later dan afgesproken thuis. Dit kost Joe nog meer nachtrust, omdat hij telkens wacht tot Kelly veilig thuis is.
Mary heeft steeds minder aan haar oudere zus, maar kan het goed vinden met Barbara. Zij neemt haar geregeld mee naar allerlei kerkjes in de stad, waar Mary haar moeder soms denkt te zien. Ook in haar slaapkamer praat ze voor ze gaat slapen met Marianne. Op een dag lucht Mary in een kerkje haar hart bij Barbara, die er zo achter komt dat het meisje niet van het idee af te brengen is dat ze schuldig is aan de dood van haar moeder. Ze belooft hierover niets tegen iemand anders te zeggen en houdt zich hieraan. Omdat Mary steeds denkt haar moeder te zien, raakt Barbara haar op een middag in het bos kwijt als het meisje achter haar waanbeeld aangaat. Joe probeert zijn kalmte te bewaren wanneer hij zijn dochtertje gaat zoeken, maar raakt hoe langer hoe radelozer, tot hij haar aantreft bij het station wanneer de duisternis al gevallen is. Mary legt uit dat ze Marianne daar zag.
Kelly wil steeds minder van haar vader en zusje weten. Ze beschuldigt Mary recht in haar gezicht van het verpesten van haar leven en laat de pianolerares telkens met Mary alleen om naar Lorenzo te gaan. Ze vermoedt dat Barbara haar vader wel leuk vindt, terwijl zijn studente Rosa (Margherita Romeo) ook herhaaldelijk met hem flirt. Joe vindt de aandacht wel leuk, maar is nog niet op amoureuze wijze met andere vrouwen bezig. Toch laat hij zich uitnodigen door Rosa voor een lunch op een plek waar zij "alleen speciale mensen" mee naartoe neemt. Kelly en Mary zijn op dat moment naar pianoles vertrokken, maar Kelly is van daaruit doorgegaan naar Lorenzo en bij hem achter op de scooter naar een strand gereden.
Wanneer Kelly teruggereden wil worden zodat ze Mary op de afgehaalde tijd bij pianoles kan ophalen, geeft Lorenzo niet thuis. Hij heeft geen zin om van zijn badlaken en uit de zon te komen en vertelt haar zelf maar iets te regelen om terug te komen. Er zit voor haar niets anders op dan aan te lopen, waardoor ze nooit op tijd bij Mary kan komen. Die kan thuis ook niemand bereiken omdat haar vader met Rosa weg is en de mensen waarbij ze in huis pianoles krijgt, moeten weg. Daarom loopt ook Mary aan op weg naar huis, door een wirwar van smalle straatjes en steegjes in de haar eigenlijk amper bekende stad. Joe komt erachter dat Mary niet bij haar zus is wanneer die opbelt. Hij haast zich naar zijn auto om de stad te doorzoeken. Kelly loopt een andere vriend tegen het lijf, die haar achter op de scooter neemt en samen met haar ook op zoek gaat naar Mary. Midden op een drukke autoweg in de binnenstad, zien zowel Joe als Kelly het meisje vrijwel tegelijk. Een auto moet uitwijken om haar niet te raken en botst daardoor tegen een andere wagen. Wanneer Joe en Kelly bij Mary komen, blijkt er niemand gewond te zijn geraakt, alleen geschrokken. Joe vindt kort daarna een school voor zijn dochters. Hij ziet ze naar binnen gaan terwijl Kelly de hand van haar zusje vasthoudt en de afstand tussen hen weer minimaal is.

## Rolverdeling
| - Colin Firth - Joe - Willa Holland - Kelly - Perla Haney-Jardine - Mary - Catherine Keener - Barbara - Margherita Romeo - Rosa - Hope Davis - Marianne - Monica Bennati - Elena - Dante Ciari - Fabio | - Gherardo Crucitti - Mauro - Alessandro Giuggioli - Lorenzo - Demetri Goritsas - Steve - Kyle Griffin - Scott - Kerry Shale - Stephen - Sara Stewart - Susanna - Trevor White - Michael - Gary Wilmes - Dan |